# Luís Mariutti
Luís Mariutti, all'anagrafe Luis Eduardo Mariutti Pereira (San Paolo, 22 marzo 1971), è un bassista brasiliano.

## Biografia
Considerato uno dei migliori bassisti nel panorama metal, Luìs è stato votato per dodici anni di fila il miglior bassista del Brasile.
Luìs iniziò a diventare un bassista di professione nel 1990, all'età di 19 anni. Con la sua prima band, i Firefox, compose il demo "Starting Fire". Divenne membro fondatore del gruppo progressive power metal Angra, con il quale incise ben tre album. Dopo aver inciso l'album Fireworks, nel 2000 decise di lasciare la band insieme al vocalist Andre Matos e al batterista Ricardo Confessori per incompatibilità col management; i tre colleghi uscenti, con l'aggiunta di suo fratello minore Hugo alla chitarra, fondarono gli Shaman. Con questa formazione la nuova band compose 2 dischi di inediti e pubblicò un disco live. Il suo sostituto negli Angra fu Felipe Andreoli.

## Discografia

### Angra
- 1993 - Angels Cry
- 1996 - Holy Land  (EP Live)
- 1997 - Holy Live
- 1998 - Fireworks

### Shaman/Shaaman
- 2002 - Ritual
- 2003 - RituAlive (CD/DVD Live)
- 2005 - Reason